# Проніно (Козельський район)
Проніно (рос. Пронино) — село в Козельському районі Калузької області Російської Федерації.
Населення становить 21 особу. Входить до складу муніципального утворення Присілок Плюсково.

## Історія
Від 2004 року входить до складу муніципального утворення Присілок Плюсково.

## Населення
| 2002 | 2010 |
| ---- | ---- |
| 42   | ↘21  |